# Don't Go Yet
«Don't Go Yet» es una canción interpretada por la cantante cubanomexicana Camila Cabello, estrenada el 23 de julio de 2021 como el primer sencillo de su tercer álbum de estudio, Familia, a través de Epic Records, y distribuida en otros países por Sony Music. La canción fue escrita por Cabello, E. Frederic, Scott Harris y Mike Sabath, mientras que este último se encargó de la producción junto con Ricky Reed.
«Don't Go Yet» ha sido descrita como una pista tropical de pop y pop latino, con una mezcla de español, ritmos de guitarra flamenca y sonidos de aplausos. En la letra, la intérprete canta acerca pasar un buen momento junto a su pareja y nunca separarse de él. El video oficial, filmado por Philippa Price y Pilar Zeta, se publicó simultáneamente con el estreno de la canción. Cabello interpretó el tema por primera vez en el programa de televisión The Tonight Show Starring Jimmy Fallon.

## Antecedentes y composición
Cabello comentó acerca de un nuevo sencillo el 14 de julio, a través de su cuenta en Instagram al publicar una foto con el mensaje: «listos?». El 16 de julio, confirmó que la fecha del estreno de «Don't Go Yet» sería el 23 de julio. Junto con el anunció, reveló la portada oficial. En ella se ve a la artista con un arete grande y un atuendo negro junto con unos guantes largos. Para la creación del tema, Cabello se inspiró en las fiestas familiares cubano-mexicanas de su infancia donde, según la intérprete, «todos cenan, y luego, después de colocar una pequeña bola de discoteca barata con luces, la sala se convierte en la pista de baile».
«Don't Go Yet» fue escrita por Cabello, E. Frederic, Scott Harris y Mike Sabath, mientras que este último se encargó de la producción junto con Ricky Reed. Ha sido descrita como una canción tropical de pop y pop latino con una mezcla de español. La producción consta de ritmos de guitarra flamenca, maracas, tambor, trompeta y sonidos de aplausos. El tema también cuenta con la participación del baterista cubano Pedrito Martinez. En la letra, la intérprete canta acerca pasar un buen momento junto a su pareja y nunca separarse de él, a la vez que convierte, en un «grito de guerra», su coro efusivo y alegre». En términos generales, la canción fue compuesta en una tonalidad Do menor, con un tempo de 110 PPM, y una duración de 2 minutos con 44 segundos. El periódico Los Angeles Times afirmó que la melodía recuerda a las «grandes orquestas cubanas» de los años 50.

## Video musical y promoción
El video oficial de «Don’t Go Yet», filmado por Philippa Price y Pilar Zeta, se publicó en el canal oficial de Cabello en YouTube el 23 de julio de 2021, simultáneamente con el estreno del sencillo. Previamente, Cabello compartió la introducción del video que, según ella misma, presenta algunos «huevos de Pascua». En el videoclip se ve la cantante dando un paseo en un convertible, mientras escucha la radio. Cabello también reveló, en su cuenta de Twitter que la voz de su abuelo se puede escuchar al comienzo de la estación de radio. La imagen luego se transforma en una escena de stop motion de un automóvil que asciende por un camino de tierra acompañado de colinas verdes y palmeras hacia una gran casa de color rosa coral, donde Cabello toca el timbre de la puerta.
En el interior, se lleva a cabo una fiesta con amigos y familiares; la artista se une, mientras canta y baila al compás de la canción. En varias secuencias, Cabello cambia de atuendo y muestra diferentes estilos de maquillaje. El metraje cuenta, además, con la participación de algunos de sus parientes, entre ellos su padre y hermana, así como también la drag queen Valentina. Cabello interpretó «Don't Go Yet» por primera vez en el programa de televisión The Tonight Show Starring Jimmy Fallon. La cantante apareció junto a un grupo de bailarines, vestidos con atuendos de los 80. La actuación recibió críticas debido a uno de los bailarines, cuya piel parecía estar «más oscura de lo que en realidad es». Al respecto, Cabello comentó que su intención era que el bailarín se viera con un falso tono sombreado.

## Premios y nominaciones
| Año  | Premiación             | Categoría          | Resultado | Ref.   |
| ---- | ---------------------- | ------------------ | --------- | ------ |
| 2021 | MTV Video Music Awards | Canción del verano | Nominada  | [ 14 ] |

## Formatos
| Descarga digital |                |          |  |
| N.º              | Título         | Duración |  |
| 1.               | «Don't Go Yet» | 2:45     |  |

| Descarga digital – Versiones alternativas |                                    |          |  |
| N.º                                       | Título                             | Duración |  |
| 1.                                        | «Don't Go Yet» (Major Lazer Remix) | 2:51     |  |
| 2.                                        | «Don't Go Yet» (Major Lazer Dub)   | 6:04     |  |

## Posicionamiento en listas
| Alemania          | Official German Charts  | 70 |
| Argentina         | Argentina Hot 100       | 62 |
| Australia         | ARIA                    | 43 |
| Austria           | Ö3 Austria Top 40       | 55 |
| Bélgica (Flandes) | Ultratop 50             | 11 |
| Bélgica (Valonia) | Ultratop 40             | 17 |
| Bolivia           | Monitor Latino          | 15 |
| Canadá            | Canadian Hot 100        | 25 |
| Canadá            | CHR/Top 40              | 14 |
| Canadá            | Hot AC                  | 27 |
| Dinamarca         | Tracklisten             | 35 |
| Ecuador           | Monitor Latino          | 16 |
| El Salvador       | Monitor Latino          | 19 |
| Eslovaquia        | Rádio Top 100           | 47 |
| Eslovaquia        | Singles Digitál Top 100 | 19 |
| España            | PROMUSICAE              | 48 |
| Estados Unidos    | Billboard Hot 100       | 42 |
| Estados Unidos    | Adult Top 40            | 22 |
| Estados Unidos    | Dance/Mix Show Airplay  | 35 |
| Estados Unidos    | Latin Airplay           | 38 |
| Estados Unidos    | Mainstream Top 40       | 17 |
| Estados Unidos    | Rhythmic                | 39 |
| Estados Unidos    | Rolling Stone Top 100   | 50 |
| Francia           | SNEP                    | 69 |
| Hungría           | Single Top 40           | 18 |
| Irlanda           | IRMA                    | 24 |
| Italia            | FIMI                    | 57 |
| Japón             | Japan Hot Overseas      | 5  |
| Letonia           | EHR                     | 30 |
| Lituania          | AGATA                   | 36 |
|                   | Global 200              | 28 |
| Noruega           | VG-lista                | 21 |
| Nueva Zelanda     | RMNZ (Hot Singles)      | 3  |
| Países Bajos      | Dutch Top 40            | 10 |
| Países Bajos      | Single Top 100          | 22 |
| Panamá            | Monitor Latino          | 10 |
| Polonia           | Polish Airplay Top 100  | 9  |
| Portugal          | AFP                     | 61 |
| Puerto Rico       | Monitor Latino          | 8  |
| Reino Unido       | OCC                     | 37 |
| República Checa   | Singles Digitál Top 100 | 47 |
| Suecia            | Sverigetopplistan       | 41 |
| Suiza             | Schweizer Hitparade     | 45 |
| Venezuela         | Record Report           | 35 |
| Venezuela (Anglo) | Record Report           | 1  |

### Certificaciones
| País   | Organismo certificador | Certificación | Ventas certificadas | Ref.   |
| ------ | ---------------------- | ------------- | ------------------- | ------ |
| España | PROMUSICAE             | Oro           | 20 000              | [ 63 ] |

## Historial de lanzamiento
| País           | Fecha                    | Formato(s)                 | Versión(es)       | Discográfica | Ref.   |
| -------------- | ------------------------ | -------------------------- | ----------------- | ------------ | ------ |
| Mundo          | 23 de julio de 2021      | Descarga digital streaming | Original          | Epic         | [ 15 ] |
| Estados Unidos | 27 de julio de 2021      | Contemporary hit radio     | Original          | Epic         | [ 64 ] |
| Estados Unidos | 27 de julio de 2021      | Contemporary hit radio     | Original          | Epic         | [ 65 ] |
| Australia      | 30 de julio de 2021      | Contemporary hit radio     | Original          | Sony Music   | [ 66 ] |
| Italia         | 30 de julio de 2021      | Contemporary hit radio     | Original          | Sony Music   | [ 67 ] |
| Rusia          | 30 de julio de 2021      | Contemporary hit radio     | Original          | Sony Music   | [ 68 ] |
| Mundo          | 10 de septiembre de 2021 | Descarga digital streaming | Major Lazer Remix | Epic         | [ 16 ] |
| Mundo          | 10 de septiembre de 2021 | Descarga digital streaming | Major Lazer Dub   | Epic         | [ 17 ] |